# Pitta maxima
Pitta maxima е вид птица от семейство Pittidae.

## Разпространение
Видът е разпространен в Индонезия.